# Tisbella pulchella
Tisbella pulchella är en kräftdjursart som först beskrevs av C. B. Wilson 1932.  Tisbella pulchella ingår i släktet Tisbella och familjen Tisbidae. Inga underarter finns listade i Catalogue of Life.